# Mekong
Mekong (kinesiska 湄公, pinyin Méigōng, Wade–Giles Mei2-kung1; laotiska: ແມ່ນ້ຳຂອງ, Mènam Khong; khmer: មេគង្គ, Mékôngk; vietnamesiska: Mê Kông) är en av Asiens största floder (cirka 4 500 kilometer lång). Den rinner genom länderna Kina, Laos, Myanmar, Thailand, Vietnam och Kambodja.

## Namn
Den 2 198 kilometer långa delen som rinner genom Kina heter Lancang Jiang på kinesiska (förenklade tecken 澜沧江, traditionella tecken 瀾滄江, pinyin Láncāng Jiāng, Wade–Giles Lan2-ts'ang1 Chiang1). Floden har olika namn i varje land den passerar. Den heter Mènam Khong i Laos, Mae Nam Khong i Thailand, Mékôngk i Kambodja och Tiền Giang i Vietnam. 

## Flodens lopp
Det har varit och är till viss del omtvistat var flodens källa befinner sig. Det gör att flodens längd inte går att fastställa exakt. Kinesiska utforskare har dock kommit fram till att den bör vara belägen i Jifubergen i Zadoi-området i norra Tibet i den kinesiska provinsen Qinghai på höjder runt 5 200 meter över havet.
En fransk expedition angav däremot att de hittade flodens källa längre västerut och i lägre trakter.
En lång sträcka av floden ligger i den kinesiska provinsen Yunnan. Den övre delen kännetecknas av flera vattenfall, forsar och raviner. Vid ungefär 500 meter över havet blir Mekong en 200 km lång gränsflod mellan Myanmar och Laos. Där floden Ruak mynnar i Mekong nås Thailand. Floden har även forsar i Laos och Kambodja. Vid regntiden kan flodens vattenstånd i nedre delen ligga 15 meter över normalvatten.
Större städer längs Mekong är Vientiane (huvudstad i Laos) och Phnom Penh (huvudstad i Kambodja). Närmare 90 miljoner människor är beroende av floden. 
Mekong mynnar ut i ett enormt delta i södra Kambodja och Vietnam. Det ger upphov till en märklig effekt på floden Tonlé Sap i Kambodja som under regnperioden rinner åt ett håll och under torrperioden åt ett annat. Samtidig blir sjön Tonlé Sap 14 meter djup (under andra tider 2 meter).

## Djurliv
Mekongflodens upptagningsområde är ett av de artrikaste i världen. Mer än 1200 fiskarter har blivit identifierade och det kan finnas så många som 1700 arter. Fisket utgör en viktig del av det ekonomiska livet och är en viktig proteinkälla för människor och djur som lever i flodens närhet. Ungefär 120 olika fiskarter används vanligtvis inom handeln, men huvuddelen av fisket rör 10–20 arter.
Övre Mekongfloden, den norra delen ner mot den burmesiska/thailändska gränsen, är relativt klar och snabbflytande med inflöde av smältvatten vilket garanterar en jämn cirkulation i floden. Näringsinnehållet är lågt. I flodens nedre del är vattnet grumligt, framför allt under regnsäsongen. På grund av jorderosion blir vattnet rostfärgat. Temperaturen på vattnet är 21,1 till 27,8 grader Celsius. 
De två huvudsakliga biotoperna följer uppdelningen mellan övre och nedre Mekong. Vanliga fiskar är nissögefiskar, malartade fiskar och karp, men olika arter förekommer i övre och nedre Mekong. Ingen annan flod hyser så många stora fiskar, med arter som kan bli upp till tre meter långa och väga 300 kilogram. Floddelfiner och irrawadidelfin var tidigare vanliga men förekommer numera i liten utsträckning. Andra våtmarkslevande däggdjur är indisk fiskarutter och fiskarkatt. Den utrotningshotade siamesiska krokodilen förekommer i viss utsträckning.
Länderna runt Mekong – utom Kina – bildade 1995 Mekongs flodkommission, Mekong River Commission, för att gemensamt arbeta för en uthållig vård och utveckling av Mekong och dess upprinningsområden.